# До минор
До мино́р (нем. c-moll, англ. C minor) — минорная тональность с тоникой ноты до. Имеет три бемоля при ключе: си бемоль, ми бемоль, ля бемоль.

## Некоторые произведения в этой тональности
- Бах — Сюита № 5 для виолончели соло
- Шопен — Этюд «Революционный», op. 10 № 12, Этюд № 12 Op. 25, Соната № 1, Рондо опус 1, Ноктюрн № 1 Op. 48;
- Бетховен — Соната для фортепиано № 5, Соната для фортепиано № 8 «Патетическая», Соната для фортепиано № 32, Симфония № 5, Концерт для фортепиано с оркестром № 3;
- Брамс — Симфония № 1;
- Чайковский — Симфония № 2, Думка Op. 59;
- Рахманинов — Концерт № 2 для фортепиано с оркестром; «Симфонические танцы», Этюд-картина № 1 Op. 39, Прелюдия № 7 Op. 23;
- Моцарт — Большая месса, Фантазия;
- Мендельсон — Симфония № 1;
- Мясковский — Симфония № 1, Симфония № 27;
- Пьяццолла — Oblivion (Забвение);
- Э. Григ — В пещере горного короля;
- Шостакович — Симфония № 8, Струнный квартет № 8 соч. 110;
- Метнер — Концерт для фортепиано с оркестром № 1 op. 73, Концерт для фортепиано с оркестром № 2 op. 93.
- Хренников — Симфония № 2 op. 9, Концерт для фортепиано с оркестром № 3 op. 28
- Кино — Следи за собой

|     |     |     |    |    |   |   |   |   |   |     |     |     |     |     |
| Ces | Ges | Des | As | Es | B | F | C | G | D | A   | E   | H   | Fis | Cis |
| as  | es  | b   | f  | c  | g | d | a | e | h | fis | cis | gis | dis | ais |